# Atari 5200
Atari 5200 je igraća konzola koju je razvila američka tvrtka Atari i izbacila na tržište 1982. kao konkurenciju konzolama Mattel Intellivision i Colecovision. Konzola Atari 5200 je zapravo 8-bitno računalo Atari 400, bez tipkovnice i nije bilo kompatibilno s prijašnjom konzolom VCS 2600 bez posebnog dodatka koji je bio dostupan tek 1983. 

## Značajke
- Mikroprocesor: 6502C na 1,79 MHz
- Dva posebno naručena VLSI kruga
- Grafička rezolucija: 320x192 točki, 16 boja u 16 nijansi (ukupno 256 boja).  Paletu je bilo moguće promijeniti tijekom svakog osvježenja koristeći prekide u ANTIC mikroprocesoru.
- Grafika: ANTIC i GTIA čipovi
- Zvuk: 4 kanala preko integriranog kruga POKEY koji se također koristi za čitanje tipkovnice, serijskog U/I i stvaranja slučajnog broja
- RAM: 16KB
- ROM: 32KB ROM za memorijske kartice.  2KB ROM za BIOS na matičnoj ploči konzole

## Programska podrška
- Popis igara za Atari 5200